# Kämpfende Formen

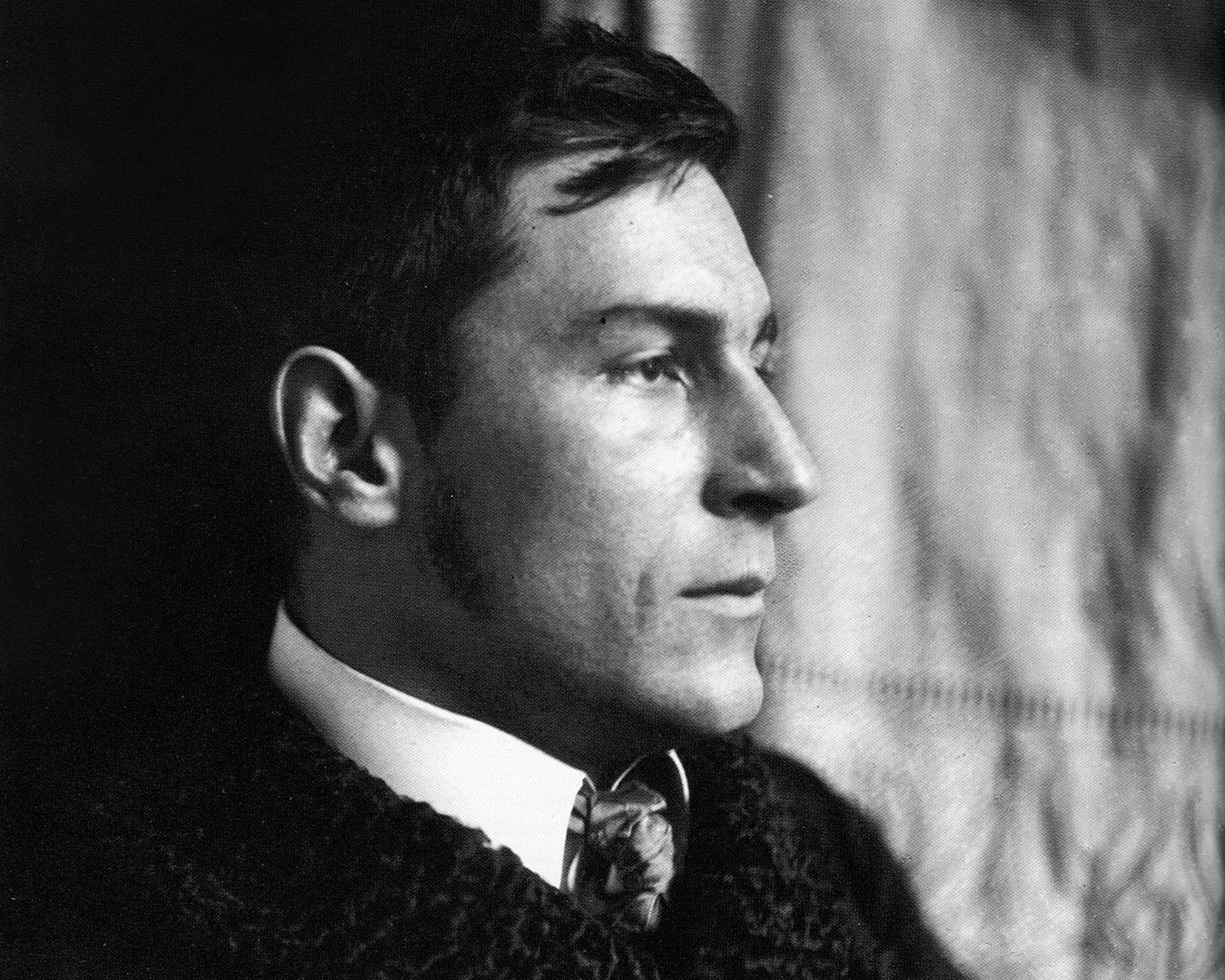
Franz Marc (1913)

Kämpfende Formen ist der Titel eines Gemäldes des expressionistischen Malers Franz Marc aus dem Jahr 1914. Es zählt zu den abstraktesten und zugleich letzten Werken des Künstlers und befindet sich heute in der Pinakothek der Moderne in München.

## Bildanalyse

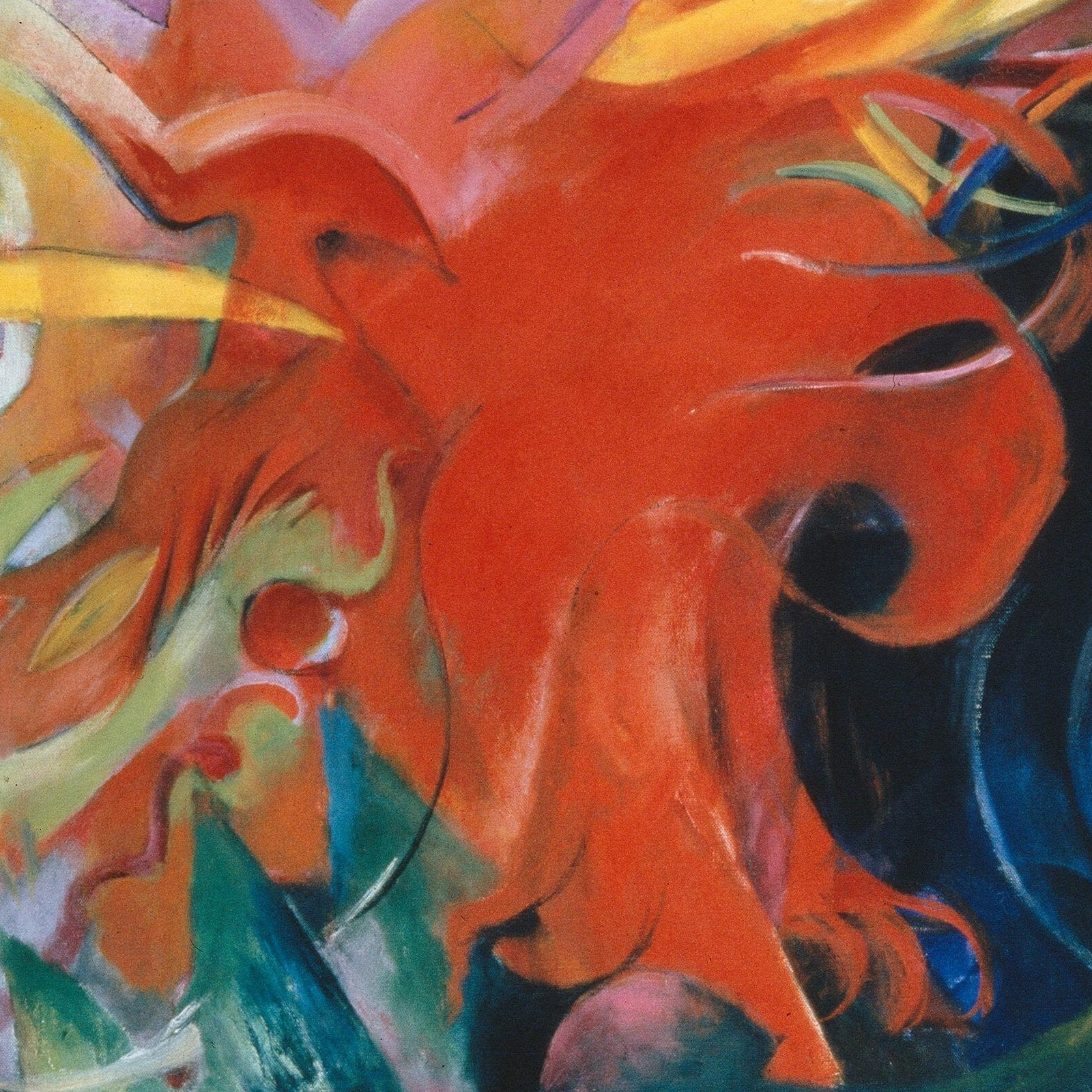
Detail mit der hellroten Form

Das Gemälde wird maßgeblich durch zwei Wirbel in Hellrot und Dunkelblau geprägt, die sich in ihrer Gestalt merklich unterscheiden. Während die blaue Form kompakter und nahezu kugelförmig gestaltet ist, erscheint die rote Figur mit ihren vielfältigen Verzweigungen ausgedehnter und differenzierter. Der rote Farbwirbel, der sich etwas im Bildvordergrund befindet, bewegt sich anscheinend wie im Angriff auf die blaue Form zu, die ihrerseits wie zur Verteidigung nach hinten zurückweicht. Die Formen bewegen sich nicht nur transversal, sondern sie rotieren anscheinend auch gegenläufig. Die rote Form dreht sich im Uhrzeigersinn, die blaue dagegen. Insgesamt erkennt man eine abgeschlossene Bildkomposition, auch wenn 
Franz Marcs Ehefrau Maria Marc das signierte Gemälde als unvollendet bezeichnete.

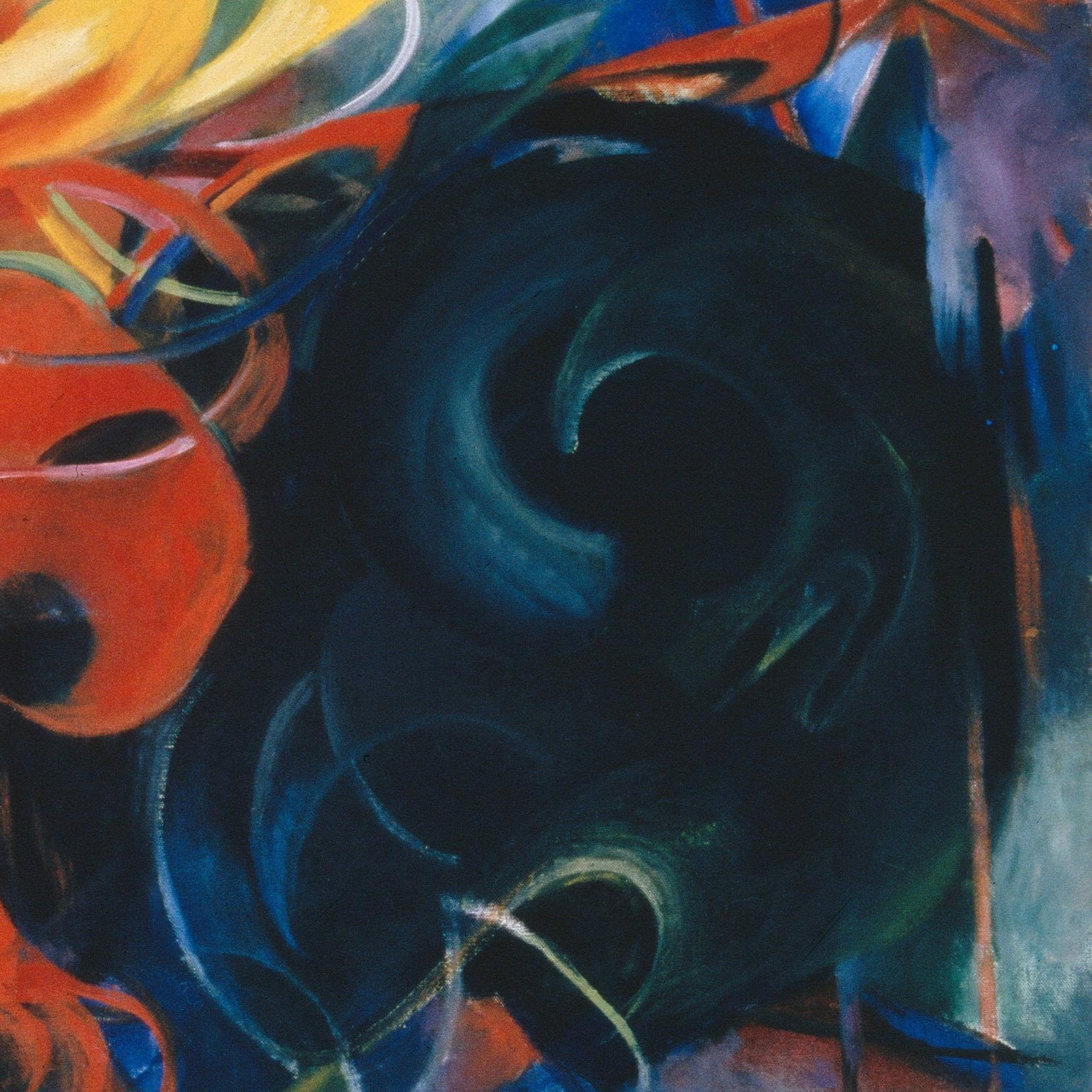
Detail mit der dunkelblauen Form

Das Gemälde zählt zu den meistdiskutierten Werken des Malers. Die Interpretationsansätze sind geprägt von der Frage nach der symbolischen Bedeutung der beiden dominanten Farbformen, sowie von der Überlegung, ob diesen zunächst abstrakt erscheinenden Formen ein konkreter Inhalt zugeordnet werden kann. Geht man von Marcs eigener Farbensymbolik aus, so führt dies zu Widersprüchen. Auf dem Gemälde gewinnt die rote Form die Oberhand. Sie steht nach Marcs Auffassung für die schwere und brutale Materie, wohingegen die zurückweichende Form blau ist und nach Marc das herbe und geistige männliche Prinzip repräsentieren würde. Dementsprechend müsste man das Gemälde als Sieg der Materie über den Geist deuten, was nicht im Sinne von Marc sein konnte, da er sich vielmehr in einem bevorstehenden Kampf den Sieg der Kräfte des Geistes über die Materie erhoffte.
Marc verlieh in einem Brief an seine Frau Maria Marc dem Gemälde den Titel Kämpfende Formen, allerdings erst später als Kriegsteilnehmer an der Westfront, wo er 1916 ums Leben kam. Daher kann man davon ausgehen, dass Marc die Formen trotz des Widerspruchs zu seiner Farbsymbolik figürlich auffasste und sie als agierende Subjekte begriff. Insofern dürfte das Gemälde durchaus den Kampf zweier gegensätzlicher Kräfte darstellen, die als Gut und Böse oder als spirituelle und materielle Mächte interpretiert werden können. Darüber hinaus kann man insbesondere die rote Figur anschaulich als einen verfremdeten Greifvogel deuten. Gelegentlich glaubte man, einen deutschen Reichsadler erkennen zu können, der den Feind niederringt. Auch andere Formen wie die blaugrünen Zacken im linken Bildvordergrund verweisen auf eine konkrete Bedeutung. Dieses Nebeneinander gegenständlicher und ungegenständlicher Elemente findet sich nicht nur bei Franz Marc, sondern auch bei anderen Malern aus dem Kreis des Blauen Reiters.
Wie er im April 1915 von der Kriegsfront an Maria Marc schrieb, sah Marc im Rückblick die Abstraktion als Endpunkt seines Schaffens, da es ihm nun möglich wurde, Spiritualität in bildlicher Form auszudrücken. Motivisch gelangte er nach eigener Ansicht von den Menschen zu den Tieren und schließlich zu den Formen, da er jeweils den vorangegangenen Bildgegenstand als unrein und abstoßend empfand. Obwohl sich unter seinen letzten Werken noch einige Tierdarstellungen wie Rehe im Walde II finden, entsprachen sie aus seiner Rückschau nicht mehr seinem Lebensgefühl. Auch die Natur schien ihm letzten Endes hässlich, so dass er sie nur noch schematisch und verfremdet darstellen konnte. 
Allerdings glaubte Marc nicht an eine Malerei ohne Gegenstand. Gegenüber seinem französischen Malerkollegen Robert Delaunay vertrat er 1913 den Standpunkt, dass es eine ungegenständliche Malerei nicht geben könne, da der Betrachter unwillkürlich und auf unterschiedliche Weise jede Form gegenständlich als ein Ding interpretiert. Daher finden sich in seinen abstrakten Gemälden immer wieder Fragmente von Tieren, Pflanzen, Häusern und Landschaften als gegenständliche Erinnerungen, die in einer übergeordneten Struktur verwoben und in eine kontinuierliche Bewegung hineingezogen werden. Diese Dynamik zeichnet vor allem Kämpfende Formen aus, ein Kunstwerk, das sein erklärtes Ziel veranschaulicht, den organischen Rhythmus aller Dinge erfahrbar zu machen.

## Hintergrund

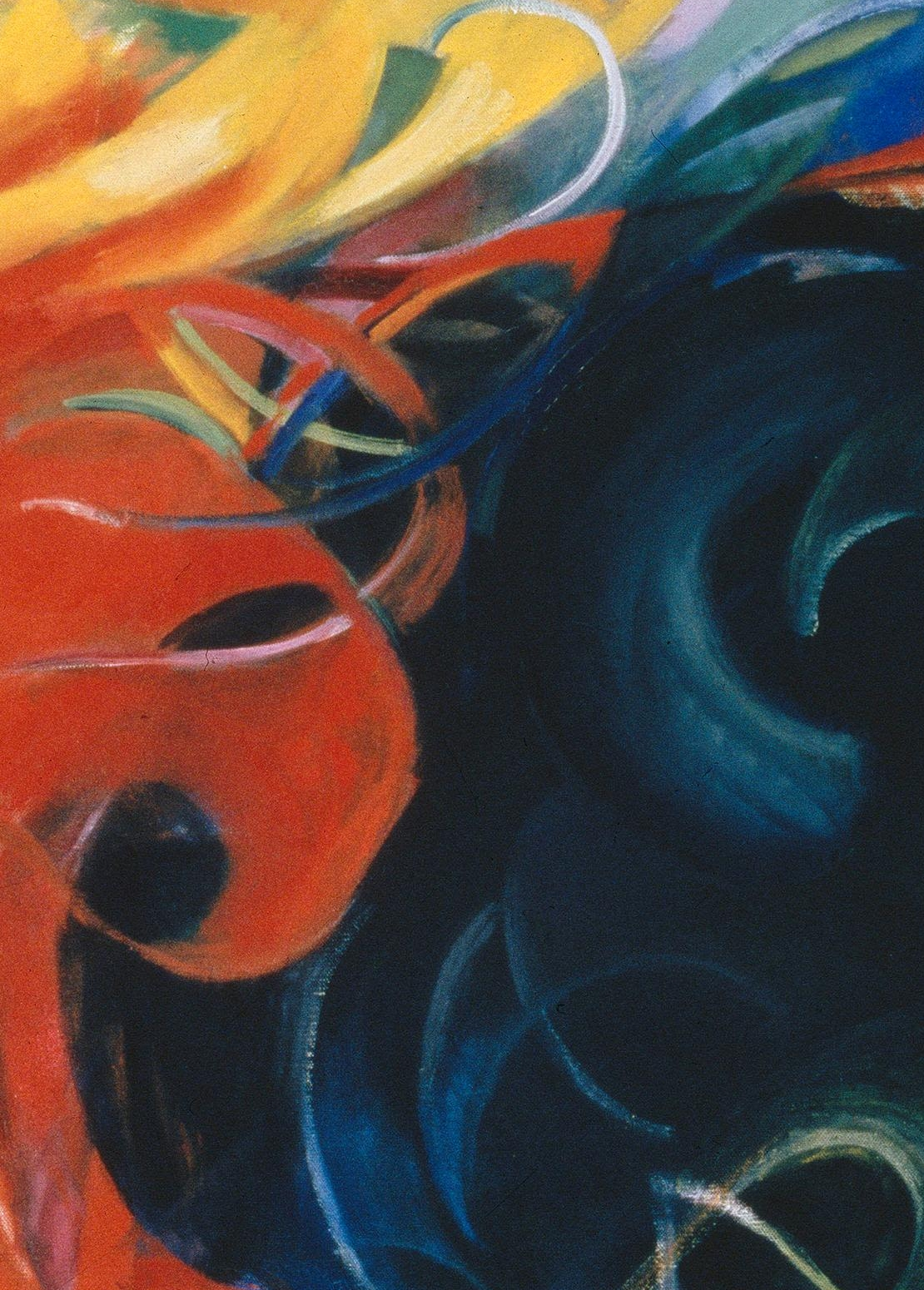
Ausschnitt aus Kämpfende Formen für das Werbeplakat der Sonderausstellung im Franz Marc Museum 2016

Marc schuf das Gemälde im Frühjahr 1914 in Ried bei Kochel am See in einer Villa, die er und seine Frau Maria Marc erst im April bezogen hatten. Es gehört zu einer vier Bilder umfassenden abstrakten Serie, zu der noch Heitere Formen, Spielende Formen und Zerbrochene Formen zählen. In den ersten beiden Bildern werden die Harmonie und Idylle beschworen, wohingegen sich die beiden anderen mit dem Kampf und Untergang befassen. Marc war zu dieser Zeit offenbar zwiespältigen Gefühlen ausgesetzt, die zwischen Wohlbehagen in der ländlichen Idylle und Endzeitstimmung schwankten, wie auch das zu dieser Zeit vollendete Werk Tirol nahelegt. Den Aspekt der Harmonie griff Marc in einem seiner letzten Gemälde Rehe im Walde II wieder auf.
Unmittelbar nach Ausbruch des Ersten Weltkriegs meldete sich Marc zum Kriegsdienst. Er fiel im März 1916 in der Nähe von Verdun. Das Gemälde Kämpfende Formen war in seinem Eigentum verblieben und fiel nun im Erbgang an seine Frau Maria Marc. 1949 erwarb der Freistaat Bayern das Gemälde und gliederte es der Bayerischen Staatsgemäldesammlungen ein. Zunächst wurde das Werk in der Neuen Pinakothek ausgestellt. Nach Fertigstellung der Pinakothek der Moderne 2002 wurde es in die Sammlung Moderne Kunst in der Pinakothek der Moderne überführt. Anlässlich des 100. Todestages von Franz Marc wurde das Werk 2016 an seinen Entstehungsort zurückgeführt und im Rahmen der Sonderausstellung Franz Marc – Utopie & Apokalypse: Kämpfende Formen im  Franz Marc Museum gezeigt.

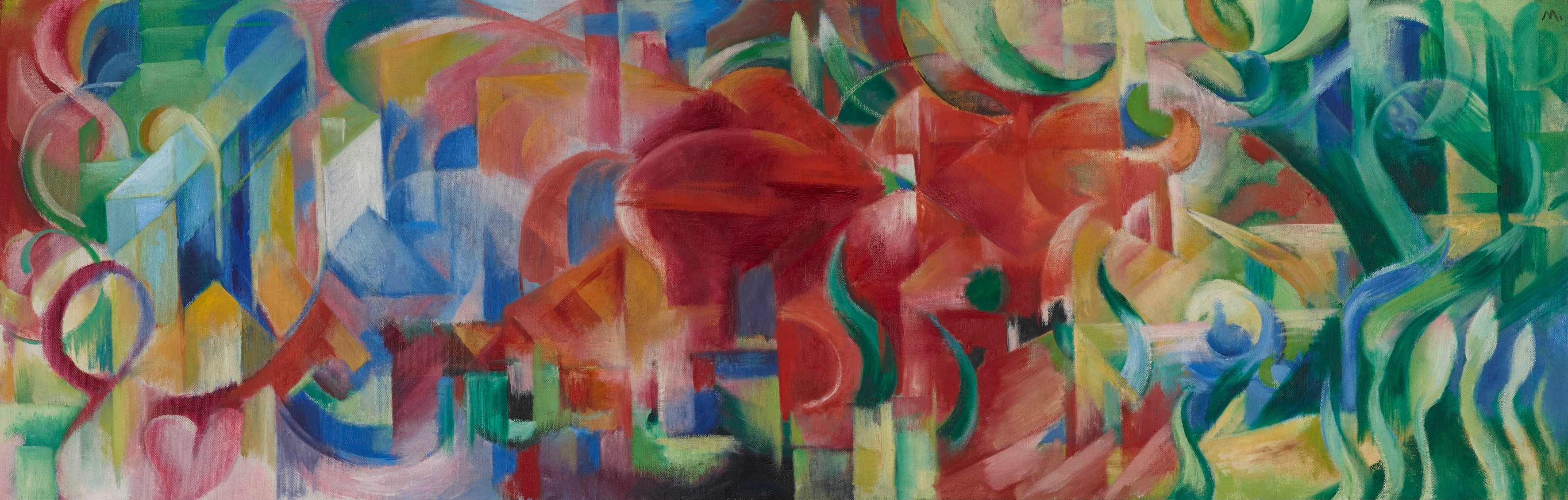
Spielende Formen
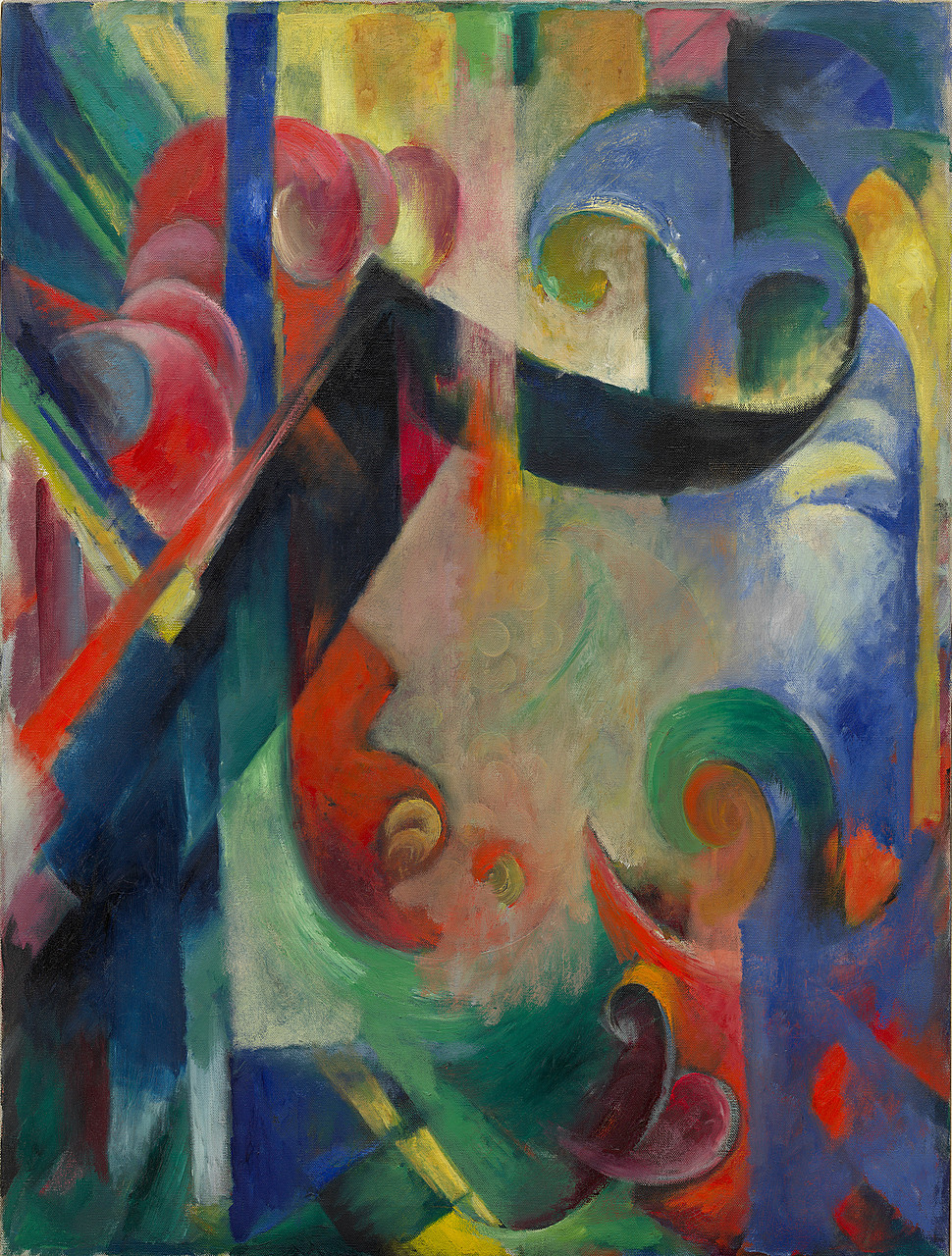
Zerbrochene Formen
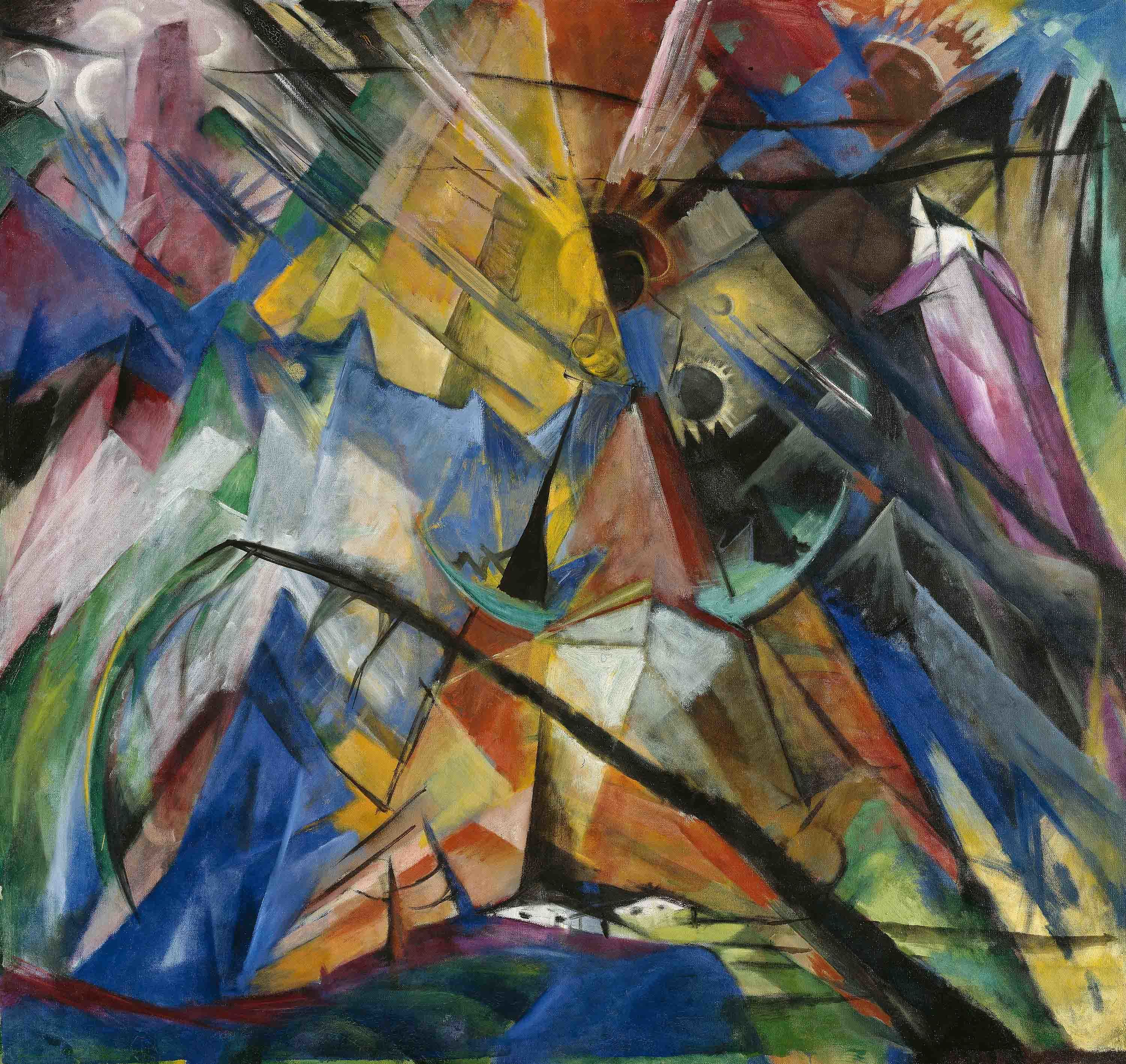
Tirol
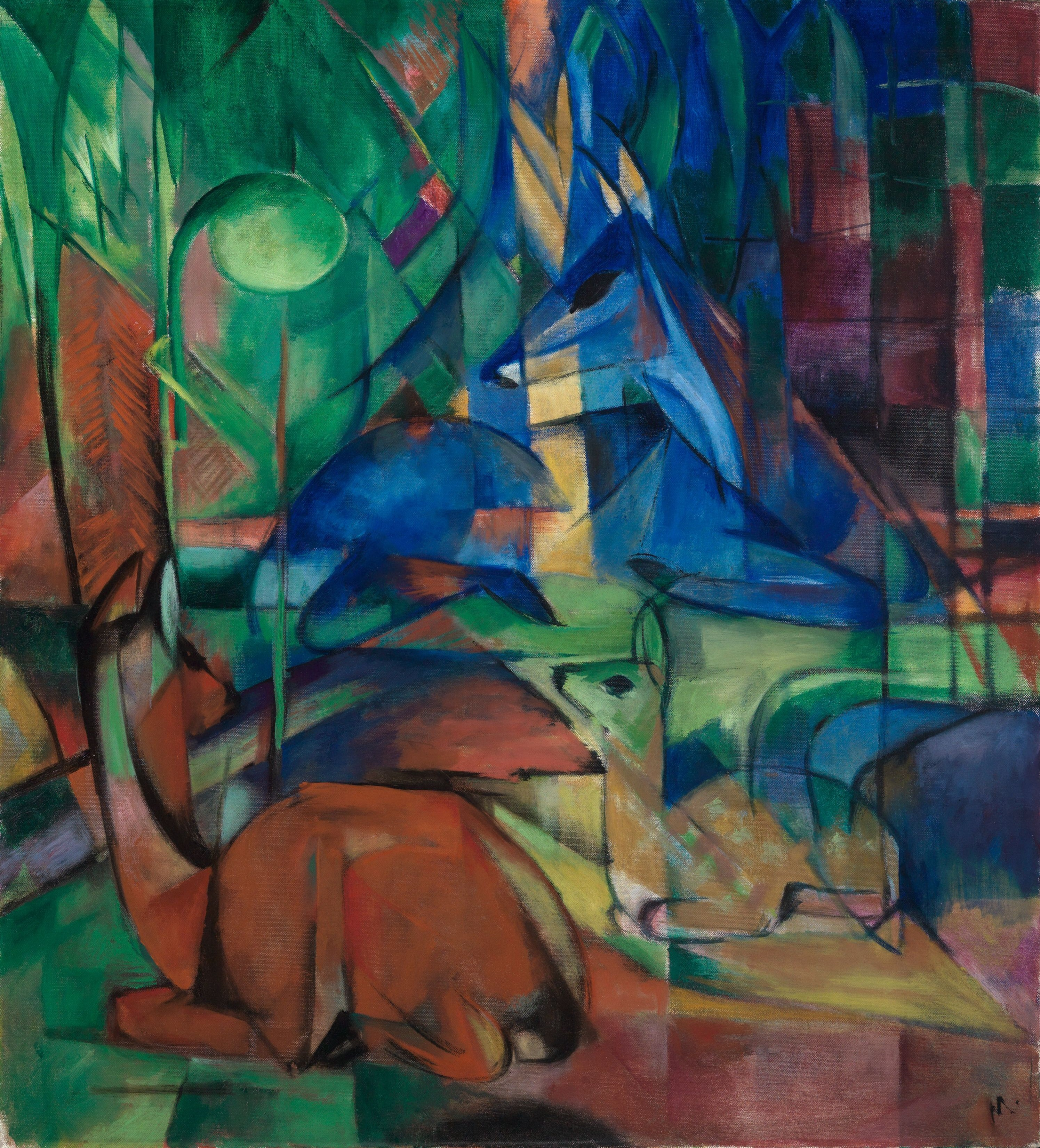
Rehe im Walde II